# Susie Dietter
Susie Dietter est une réalisatrice et animatrice américaine principalement connue pour son travail pour Futurama, Les Simpson, Bébé Blues, La Cour de récré et Profession : critique.

## Filmographie

### Réalisatrice

#### PourLes Simpson
| Année | Titre                           | Titre original                                | Saison | Épisode | Scénariste          |
| ----- | ------------------------------- | --------------------------------------------- | ------ | ------- | ------------------- |
| 1994  | Bart devient célèbre            | Bart Gets Famous                              | 5      | 12      | John Swartzwelder   |
| 1994  | La Petite Amie de Bart          | Bart's Girlfriend                             | 6      | 7       | John Collier        |
| 1995  | Burns fait son cinéma           | A Star Is Burns                               | 6      | 18      | Ken Keeler          |
| 1995  | Radioactive Man                 | Radioactive Man                               | 7      | 2       | John Swartzwelder   |
| 1995  | Le Foyer de la révolte          | Home Sweet Homediddly-Dum-Doodily             | 7      | 3       | Jon Vitti           |
| 1996  | Premier Pas dans le grand monde | Scenes from the Class Struggle in Springfield | 7      | 14      | Jennifer Crittenden |
| 1996  | J'y suis, j'y reste             | Much Apu About Nothing                        | 7      | 23      | David S. Cohen      |
| 1996  | Le Gros Petit Ami de Lisa       | Lisa's Date with Density                      | 8      | 7       | Mike Scully         |
| 1997  | L'Amour pédagogique             | Grade School Confidential                     | 8      | 19      | Rachel Pulido       |
| 1998  | La Malédiction des Simpson      | Lisa the Simpson                              | 9      | 17      | Ned Goldreyer       |
| 2007  | La Chorale des péquenots        | Yokel Chords                                  | 18     | 14      | Michael Price       |

#### Autre
- 1994 : Profession : critique (1 épisode)
- 1997-1998 : La Cour de récré (6 épisodes)
- 1999-2003 : Futurama (6 épisodes)
- 2000 : Bébé Blues (1 épisode)

### Animateur
- 1990-2007 : Les Simpson (16 épisodes)
- 1991-1992 : Les Razmoket (4 épisode)
- 1993 : Rocko's Modern Life (3 épisodes)
- 1994 : Profession : critique (1 épisode)
- 2003 : Futurama (2 épisodes)
- 2003 : Museum Scream
- 2004 : My Generation G... G... Gap

### Storyboardeur
- 1991-1996 : Les Simpson (4 épisodes)
- 1992 : Les Razmoket (2 épisodes)
- 1994 : Profession : critique (1 épisode)
- 1997-1999 : La Cour de récré (4 épisodes)